# Effektivitet
Effektivitet används ibland som synonym för verkningsgrad inom fysik.
Effektivitet är ett begrepp inom ekonomi och organisationsteori som beskriver hur väl en organisation kan omvandla resurser till produkter och tjänster. I begreppet ingår både produktivitet och kvalitet, som båda är höga i en effektiv organisation. Effektivitet definieras traditionellt som graden av måluppfyllelse i förhållande till resursanvändning. Inom nationalekonomin säger man att en paretooptimal resursanvändning är effektiv. Effektivitet kan studeras ur olika synvinklar beroende på vilken ingående resurs man prioriterar. Det är då möjligt att precisera typen av effektivitet genom att ange resursen, till exempel tidseffektivitet eller arbetskraftseffektivitet. Det är inte ovanligt med organisationer som arbetar med 20-30 effektivitetskriterier.
Effektivitet mäts alltid över ett visst tidsspann. Kortsiktig effektivitet kan vara ett hot mot effektivitet på längre sikt. För att vara effektiva på längre sikt behöver organisationer resurser och marginaler för att kunna anpassa sig, men denna marginal kan försvinna i organisationer som främst ser till kortsiktig effektivitet.

### Fotnoter
1. ↑  Jacobsen et al. (2008), s. 48
2. ↑  Jacobsen et al. (2008), s. 52
3. ↑  Jacobsen et al. (2008), s. 51-52